# Berneuil (Charente-Maritime)
Berneuil – miejscowość i gmina we Francji, w regionie Nowa Akwitania, w departamencie Charente-Maritime.
Według danych na rok 1990 gminę zamieszkiwały 732 osoby, a gęstość zaludnienia wynosiła 29 osób/km² (wśród 1467 gmin regionu Poitou-Charentes Berneuil plasuje się na 415. miejscu pod względem liczby ludności, natomiast pod względem powierzchni na miejscu 252.).